# サンタル人
サンタル人は、東インド、バングラデシュ及び周辺に居住する部族の一つ。

## 概要
東インド最大の指定部族。アーリア人がインドに侵入する以前の先住民。カースト制度の枠外とされている。
人口はインド国内だけでも推計約600万人以上であり、ビハール州、オリッサ州、西ベンガル州の3州を中心に居住地が分布する。言語はサンタル語を用いる。
19世紀に大規模な反乱（サンタルの乱）を起こし、植民地支配を行っていたイギリスやヒンドゥー教徒に対して抵抗したが鎮圧、以後、隔離的な施策が採られ居住地が分断される傾向が強まった。

## 著名人
- ドラウパディ・ムルム - インドの政治家、第15代大統領[2]。